# Richland (Oregón)
Richland es una ciudad ubicada en el condado de Baker en el estado estadounidense de Oregón. En el año 2000 tenía una población de 147 habitantes y una densidad poblacional de 709.5 personas por km².

## Geografía

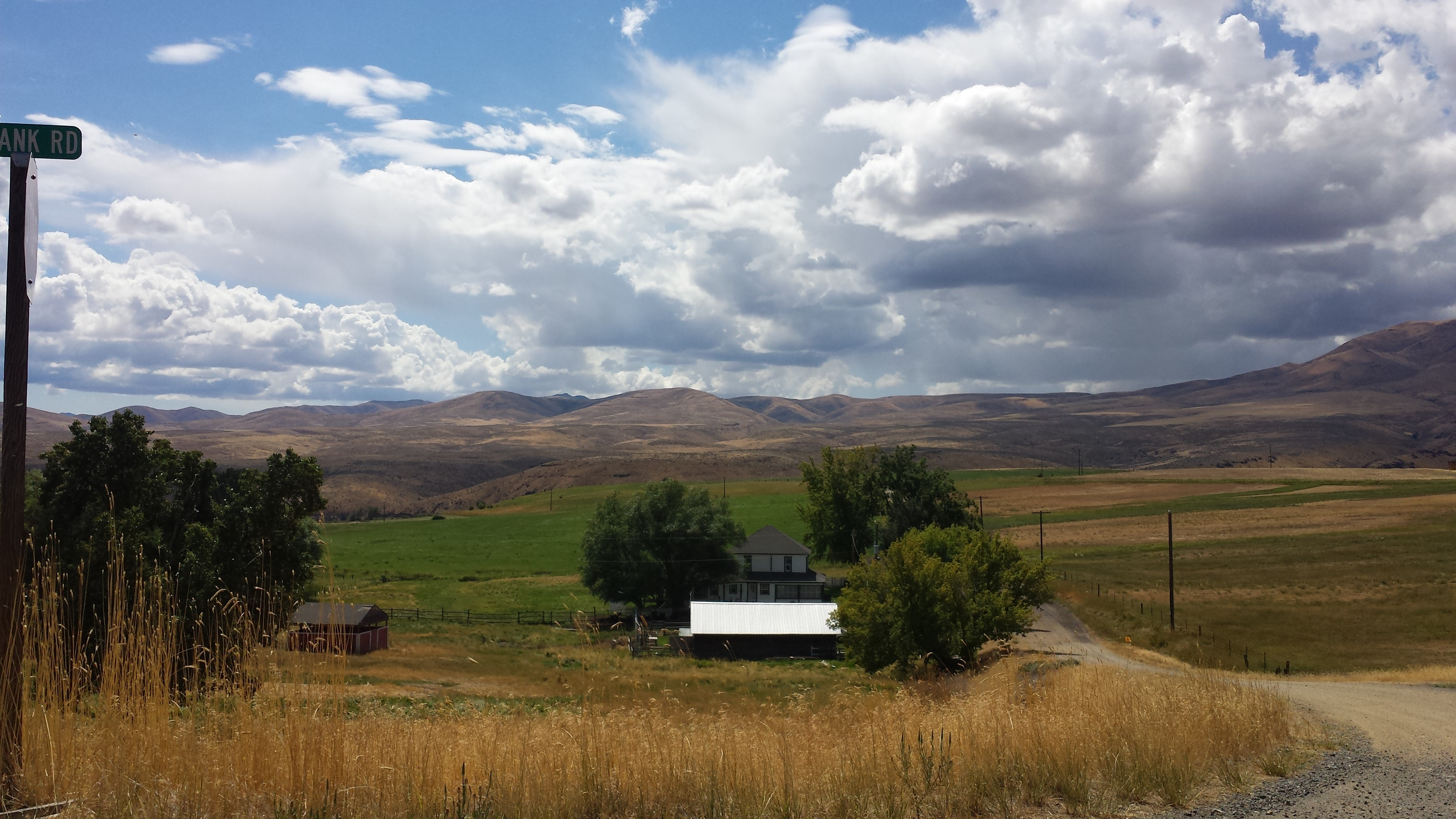

Richland se encuentra ubicada en las coordenadas 44°46′7″N 117°10′7″O / 44.76861, -117.16861.

## Demografía
Según la Oficina del Censo en 2000 los ingresos medios por hogar en la localidad eran de $17,344, y los ingresos medios por familia eran $27,500. Los hombres tenían unos ingresos medios de $25,000 frente a los $19,688 para las mujeres. La renta per cápita para la localidad era de $13,462. Alrededor del 18.4% de la población estaban por debajo del umbral de pobreza.